# Simone Pinzani
Simone Pinzani (Cividale del Friuli, 11 aprile 1972) è un ex combinatista nordico italiano.

## Biografia
Nato a Cividale del Friuli, in provincia di Udine, nel 1972, ha esordito in Coppa del Mondo il 5 marzo 1993 a Lahti, in Finlandia.
Sempre nello stesso anno ha partecipato ai Mondiali di Falun, in Svezia, concludendo 6º nella gara a squadre.
A 21 anni ha preso parte ai Giochi olimpici di Lillehammer 1994, terminando 49º nell'individuale e 11º nella gara a squadre, insieme ad Andrea Cecon e Andrea Longo.
Ai campionati italiani ha vinto 1 argento e 4 bronzi nell'individuale.
Dopo il ritiro è diventato allenatore.